# Raïon de Romny
Le raïon de Romny (en ukrainien : Роменський район) est un raïon situé dans l’oblast de Soumy en Ukraine. Son chef-lieu est Romny.